# Ricardo Bango
Bango, właśc. Ricardo González Bango (ur. 18 września 1968 w Gijón) – hiszpański piłkarz występujący na pozycji pomocnika, trener piłkarski.
W trakcie kariery piłkarskiej występował m.in. w Realu Oviedo, Sevilli i Sportingu Gijón. W lidze hiszpańskiej zdobył łącznie 49 bramek. W barwach Realu Oviedo zdobył również bramkę w Pucharze UEFA, swoją jedyną w rozgrywkach europejskich. W Reprezentacji Hiszpanii wystąpił dwa razy. Zadebiutował w meczu towarzyskim z Brazylią 12 września 1990 roku. Ostatni mecz rozegrał 12 października 1991 roku w meczu kwalifikacyjnym do Mistrzostw Europy 1992 przeciwko Francji.
Jako trener prowadził zespoły z niższych klas rozgrywkowych w Hiszpanii.